# 南昌县博物馆
南昌县博物馆（英語：Nanchang County Museum）是江西省南昌县的县级博物馆，位于南昌县莲塘镇向阳西路。该博物馆以洪州窑青瓷的展览及研究而闻名。

## 简介
截至2013年，南昌县博物馆收藏洪州窑青瓷器1000余件，其中一级文物59件、二级文物162件、三级文物600多件，是中华人民共和国收藏洪州窑青瓷最多的博物馆。
南昌县博物馆开展的研究，形成了一本专著《洪州青瓷》。2012年9月，“洪州窑青瓷展”对外开放，这是中华人民共和国首个体系完整的洪州窑青瓷大型专题展览。2013年，该展览被评为第十届全国博物馆十大陈列展览精品。